# CWaPE
De Commission wallonne pour l'Énergie of Waalse Energiecommissie (afgekort CWaPE) is de officiële toezichthouder voor de gas- en elektriciteitsmarkt in het Waals Gewest van België.
De CWaPE zorgt ervoor dat op de energiemarkt de "openbare dienstverplichtingen" worden nageleefd, waaronder een reeks sociale maatregelen die consumenten in moeilijkheden beschermen (zoals het sociale tarief). De missie van de CWaPE bestaat uit twee delen, enerzijds de overheid adviseren en anderzijds de gas- en elektriciteitsmarkt controleren. Daartoe is zij actief in de organisatie en de werking van de regionale energiemarkten, en past zij de desbetreffende decreten en uitvoeringsbesluiten inzake elektriciteit en gas toe.
De CWaPE is onafhankelijk van de Waalse Regering. Zowel de regering als het Waals Parlement kunnen twee waarnemers aanstellen die zetelen in het beheerscomité. De voorzitter en de directeuren worden na een openbare oproep tot kandidaten door het parlement benoemd voor een termijn van vijf jaar, eenmaal verlengbaar. Het personeel wordt aangeworven met een arbeidsovereenkomst.